# Guadalupe Victoria, Morelos
Guadalupe Victoria är en ort i Mexiko.   Den ligger i kommunen Puente de Ixtla och delstaten Morelos, i den sydöstra delen av landet, 90 km söder om huvudstaden Mexico City. Guadalupe Victoria ligger 918 meter över havet och antalet invånare är 112.
Terrängen runt Guadalupe Victoria är platt norrut, men söderut är den kuperad. Runt Guadalupe Victoria är det ganska tätbefolkat, med 214 invånare per kvadratkilometer. Närmaste större samhälle är Puente de Ixtla, 0,76 km sydväst om Guadalupe Victoria. Omgivningarna runt Guadalupe Victoria är en mosaik av jordbruksmark och naturlig växtlighet.